# معاملة المثليين في مصر
يواجه الأشخاص من المثليين والمثليات ومزدوجي التوجه الجنسي والمتحولين جنسياً (اختصاراً: مجتمع الميم) في مصر تحديات قانونية واجتماعية لا يواجهها غيرهم من المغايرين جنسيا. يعتبر النشاط الجنسي بين الرجال وبين النساء غير قانوني في مصر. يواجه الأشخاص من مجتمع المثليين وصمة عار بين السكان. كما أن المنازل التي يعيش فيها الشركاء المثليون غير مؤهلة للحصول على نفس الحماية القانونية المتاحة للأزواج المغايرين، مع وجود عدة تقارير تتحدث عن مستوى عالي من التمييز والانتهاكات ضد مجتمع المثليين.
وفقًا لمسح أجراه مركز بيو للدراسات سنة 2013، اعتقد 95% من المصريين الذين تم استطلاع آرائهم أن المثلية الجنسية طريقة للحياة لا يجب على المجتمع قبولها، و3% يرون أنها يجب أن تُقبل.
إن المعارضة العامة السائدة للمثلية الجنسية لها صلة خاصة بكيفية تعامل النظام القانوني المصري مع قضايا التوجه الجنسي والهوية الجندرية.
لا يجرّم القانون المصري بشكل صريح المثلية الجنسية أو ارتداء الملابس المغايرة، لكن لديه عدة أحكام تجرم أي سلوك أو تعبير عن أي فكرة تعتبر غير أخلاقية أو فاضحة أو مسيئة لتعليمات زعيم ديني معترف به.
في ضوء الرأي العام، الذي تشكله التقاليد الثقافية والدينية، تم استخدام هذه الأخلاق العامة والقوانين المستندة إلى النظام العام ضد مجتمع المثليين وكذلك أي شخص يدعم المزيد من المواقف الليبرالية.

## تاريخ المثليين في مصر وقانونية النشاط الجنسي المثلي

### تاريخ المثلية الجنسية في مصر القديمة

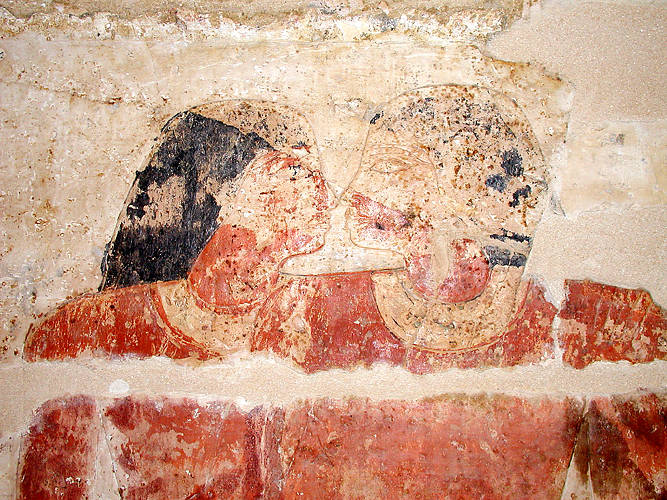
قبلة بين خنومحوتب و نيانخخنوم.

أفضل حالة معروفة للمثلية الجنسية في مصر القديمة هي حالة المسؤولين الكبار خنومحوتب و نيانخخنوم. عاش كلا الرجلين وخدما تحت حكم الفرعون ني أوسر رع في فترة الأسرة المصرية الخامسة (حوالي 2494–2345 قبل الميلاد). كان لكل من خنومحوتب و نيانخخنوم أسر خاصة بهم مع أطفال وزوجات، ولكن عندما ماتوا، قررت أسرهم على ما يبدو دفنهما معًا في مقبرة واحدة في نفس المصطبة. في هذا المصطبة، تصور العديد من اللوحات كلا الرجلين يعانقان بعضهما بعضاً ويلمسان وجوه بعضهما من الأنف. تترك هذه الصور مساحة كبيرة للتكهن، لأن لمس الأنف في مصر القديمة يمثل عادة قبلة.
يختلف علماء المصريات والمؤرخون حول كيفية تفسير لوحات خنومحوتب و نيانخخنوم. يعتقد بعض العلماء أن اللوحات تعكس مثالًا على المثلية الجنسية بين رجلين متزوجين وتثبت أن المصريين القدماء تقبلوا العلاقات الجنسية المثلية. يختلف علماء آخرون ويفسرون المشاهد كدليل على أن خنومحوتب و نيانخخنوم كانا توأمتين، وربما توأمتين ملتصقتين. بغض النظر عن التفسير الصحيح، تظهر اللوحات على الأقل أن خنومحوتب و نيانخخنوم كانا قريبين جدًا من بعضهما البعض في الحياة كما في الموت.
ما زال غير واضح، ما هي النظرة الدقيقة التي رعاها المصريون القدماء حول المثلية الجنسية. أي وثيقة وأدبيات تحتوي في الواقع على قصص للتوجه جنسي، لا تسمي أبداً طبيعة الأعمال الجنسية، ولكن بدلاً من ذلك تستخدم عبارات منقوشة ومزهرة. بينما قد تكشف قصص ست وسلوكه الجنسي عن أفكار ووجهات نظر سلبية إلى حد ما، فإن نقش قبر خنومحوتب ونيانخخنوم قد يوحي بدلاً من ذلك أن المثلية الجنسية كانت مقبولة بالمثل. لا تذكر الوثائق المصرية القديمة بشكل واضح أن العلاقات المثلية كانت تستحق الشجب أو التحقير. لم تذكر أي وثيقة مصرية قديمة أن الأفعال الجنسية المثلية كانت تحت طائلة العقوبة. وبالتالي، فإن تقييما مباشرا لا يزال يمثل مشكلة.
يقال إن الإمبراطور الروماني قسطنطين العظيم في القرن الرابع الميلادي قد قضى على عدد كبير من «الكهنة المتأنثين» في الإسكندرية.

### خلال نظام مبارك
خلال أكثر سنوات حكم حسني مبارك، لم تدعم الحكومة المصرية حقوق المثليين في البلاد، وأعترضت على المحاولات منذ التسعينيات، حين ضمت الأمم المتحدة حقوق المثليين ضمن بعثة حقوق الإنسان. بينما لم يؤيد نظام مبارك حقوق المثليين، لم يسن حظر واضح ضد المثلية الجنسية أو ارتداء الملابس المغايرة في القانون الجنائي.
تميل العقوبات الجنائية ضد الرجال المثليين ومزدوجي التوجه الجنسي إلى عدم نشوءها من قانون العقوبات نفسه، ولكن من قانون تكميلي، صدر في عام 1961، لمكافحة الدعارة. حيث يحتوي القانون حظرًا على «الفسوق»، حتى إن كانت عملية الاتصال الجنسي لا تشمل اتجارا أو دعارة.
تفسر المحكمة المصريّة الحظر المفروض على الفسوق بأنه تجريم للعلاقات المثلية بين البالغين بالتراضي. يمكن للمتهمين المخالفبن للقانون بشكل متكرر أن يواجهوا عقوبات أشد قسوة من ما يراه القانون كـ«اعتياد على ممارسة الفجور».
بالإضافة إلى القانون المتعلق بالبغاء، الآداب العامة أو النظام العام، تعطي الشرطة أو القضاة مساحة كبيرة لتغريم أو سجن الرجال المثليين ومزدوجي التوجه الجنسي. في حين كانت الاعتقالات تحدث دوريًا بموجب هذه القوانين على مدى عقود، فإنه يبدو أن حملة أكثر منهجية بدأت منذ وقت مبكر من القرن الحادي والعشرين.
في عام 2000، ألقت الشرطة القبض على رجلين مصريين مثليين ووجهت لهم تهمة «انتهاك الشرف بالتهديد» و«ممارسة سلوك غير أخلاقي، وغير لائق». طلب المحامي إسقاط التهم الموجهة لموكليه كون المثلية الجنسية ليست جريمة، غير أن القاضي رفض بحجة أن الرَجُلين في الواقع قد «أهانوا» المعايير الأخلاقية والدينية. وأصبح الحدث مثار ضجة إعلامية، بظهور شخصيات عامة عديدة تقول أن المثلية الجنسية هي من إنتاج مخططات غربية، وتطالب الحكومة بإعدام المثليين أو إرسالهم إلى الصحات العقلية لعلاجهم.
في غضون عام، بدأت الحكومة المصريّة في حملة عامة المصريين المثليين بمداهمة الحفلات الخاصة. حيث قامت بإلقاء القبض على الضيوف ووجهت لهم تهم تتعلق بالدعارة والفسوق. وشهدت هذه الحملة أيضا للاستخدام المتزايد لقانون «النظام والآداب العامة»، لتجريم النشاط الجنسي للرجال المثليين ومزدوجي التوجه الجنسي. سُنَّ القانون في الأساس في تسعينيات القرن العشرين، لمعاقبة المثقفين الليبراليين والطلاب اليساريين، وصار يستخدم حاليًا لمعاقبة المثليين.
كانت أولى هذه المداهمات على حفلة في قارب بالقاهرة عرفت بحادثة كوين بوت، حيث ألقيّ القبض على 52 مثلي مصري وأتهموا بانتهاك قانون الأخلاق العامة الغامض، سُجن القاهرة 52 وحُكم عليهم في الأساس بقانون الدعارة والفسوق، فضلاً عن القانون المستحدث للنظام والآداب العامة. كان ذلك خلال نشر هيومن رايتس ووتش تقريرًا عن القوانين المستخدمة من قبل الحكومة المصريّة لتجريم المثليّة الجنسية وتاريخها، والأعمال التعذيبية التي يتعرض لها الرجال المثليين ومزدوجي التوجه الجنسي من قبل الشرطة، وكيف تنتهك هذه القوانين والأعمال المعايير الدولية لحقوق الإنسان.
دوليًا، دافعت منظمات دوليّة لحقوق الإنسان كمنظمة هيومن رايتس ووتش، ومنظمة العفو الدولية، على المدعى عليهم في حادثة القاهرة 52. غير أنه لم يوجد لهم أي دعم داخليًا. جرت محاكمة الإثنى وخمسين مثليًا داخل محكمة أمن الدولة وصدر حكم بالسجن مع الأشغال الشاقة في حق 23 من المُدّعى عليهم، في حين تم تبرِئَة الآخرين. على خلفية ذلك دعا الرئيس الفرنسي وأعضاء من البرلمان الألماني الحكومة المصريّة إلى احترام حقوق الإنسان لمواطنيّها من مجتمع المثليين.
في العديد من الحالات، قامت الشرطة بإلقاء القبض على الرجال المثليين لقيامهم أو محاولتهم بالتقاء بالغين مثليين أمثالهم، من خلال غرف الدردشة المختلفة بالإنترنت، كما هو الحال في 20 يونيو 2003، حيث أُعتقل سائح إسرائيلي بسبب مثليته الجنسية وظل رهن الاعتقال لمدة 15 يومًا قبل إطلاق سراحه بنهاية المطاف والسماح له بالعودة لإسرائيل.
في 24 سبتمبر 2003، أقامت الشرطة نقطتي تفتيش على جانبي كوبري قصر النيل الدي يمتد على نهر النيل وسط القاهرة وهو مكان شعبي للرجال البالغين المتطلعين لممارسة الجنس المثلي، حيث أوقفت الشرطة 62 لمثليتهم الجنسية.
سنة 2004، حصل طالب بجامعة خاصة يبلغ من العمر 17 عامًا، على حكم بالسجن مع الأشغال الشاقة على خلفية قيامه بإنشاء صفحة شخصية على موقع مواعدة للمثليين بالإنترنت.
وكان رد الحكومة المصرية على الانتقادات الدولية إما هو إما إنكار اضطهاد المثليين والمثليات، أو للدفاع عن سياساتها التي تنص على أن المثلية الجنسية هي انحراف أخلاقي.

### ثورة 25 يناير 2011
قدمت الثورة المصرية في 25 يناير 2011 زخماً سياسياً ومساحة لتنظيم المثليين في مصر وكانت مثمرة بشكل استثنائي فيما يتعلق ببناء الحركة. في أعقاب الثورة، بدأ الأفراد ونشطاء ومؤسسات المثليين المصريين أكثر وضوحا وأكثر شغفًا بأن يكونوا جزءًا من المناظر الطبيعية والسياسية المتغيرة التي بدت واعدة وتمكينية. في ذلك الوقت، بدأ العديد من الناشطين المثليين الصغار في حشد المثليين ليس فقط في حشد حقوق المثليين ولكن أيضًا حقوق متقاطعة أخرى. كانت حقوق المرأة وحقوق الجندر والحياة الجنسية وحقوق السكان الأصليين والحقوق المدنية من بين النضالات الرئيسية المتقاطعة التي شكلت نشاط المثليين في سنوات ما بعد الثورة. بحلول عام 2013، بدأ عدد من الحملات عبر الإنترنت لمحاربة رهاب المثلية ورهاب التحول الجنسي في الانتشار على عدد من منصات وسائل التواصل الاجتماعي مثل تويتر وفيسبوك. لا يمكن لأحد أن يدعي أن هذه التعبئة أسفرت عن نجاحات يمكن أن تترجم المنظور القانوني المعياري إلى إصلاحات قانونية؛ ومع ذلك، بسبب هذه التعبئة والدعوة التي نتجت عنها، أصبح الدفاع عن حقوق الأشخاص المستهدفين على أساس توجههم الجنسي من قبل الدولة المصرية مطلبًا جماعيًا داخل مجموعات ومنظمات حقوق الإنسان في مصر. أيضا، بفضل الثورة، وفر المجال العام المصري مساحة لمجتمع المثليين، حتى في أصعب لحظات حملة القمع التي ترعاها الدولة، ما زالوا قادرين على المطالبة بها.

### حادثة أعلام قوس قزح
قام عدد من الشباب والشابات المصريين في 22 سبتمبر 2017 برفع أعلام قوس قزح كوسيلة للدفاع عن حقوق المثليين في مصر، خلال حفل موسيقي لفرقة مشروع ليلى اللبنانية التي عقدت في القاهرة. بعد فترة وجيزة من الحفل، ظهرت صور ومقاطع فيديو لهؤلاء الشباب والشابات على وسائل التواصل الاجتماعي ثم على عدد من المواقع الإخبارية المصرية. ابتداءً من 23 سبتمبر ولعدة أيام، استمر مضيفو التليفزيون المصري مثل أحمد موسى ومحمد الغيطي في التحريض ضد مجتمع المثليين المصريين عمومًا وضد أولئك الذين رفعوا الأعلام على وجه الخصوص. علاوة على ذلك، حثوا الدولة المصرية على اتخاذ إجراءات فورية ضد أي شخص متورط في حادثة رفع أعلام قوس قزح خلال الحفل الموسيقي. أحيل لاحقاً عدد منهم، إلى السجن ووجهت إليهم تهم متعددة من بينها «الدعوة إلى الفسوق والفجور».
لم يتوقف خطاب الكراهية الذي انتجته هذه البرامج التلفزيونية المضيفة. شارك أحمد موسى على سبيل المثال خلال عرضه معلومات شخصية لبعض الشباب والشابات الذين رفعوا الأعلام. نتيجة لهذه الحملة الشرسة التي قامت بها وسائل الإعلام المصرية، بدأت الدولة المصرية في اعتقال عدد كبير من الأفراد بناءً على توجهاتهم الجنسية/هوياتهم الجندرية الفعلية أو المفترضة، سواء من الشوارع، أو مواقع المواعدة أو حتى من منازلهم. بين سبتمبر و25 من نوفمبر 2017، تم اعتقال ما لا يقل عن 84 شخصًا، وأخضعت العديد منهم إلى فحوص شرجية قسرية وانتهاكات لحقوقهم.
وفي يناير 2019 حكم على الإعلامي محمد الغيطي بالسجن لمدة عام لاستضافته رجل مثلي الجنس في برنامجه التلفزيوني.

### انتحار سارة حجازي
من ضمن من تم اعتقالهم على خلفية رفعها علم قوس قزح خلال حفلة مشروع ليلى كانت سارة حجازي. وهي تعتبر ناشطة سياسية شيوعية (دعمت حزب العيش والحرية) ومثلية مصرية. سُجنت وتعرضت للتعذيب والتحرش في السجون المصرية لثلاثة شهور قبل أن يُطلق سراحها، الأمر الذي أصابها باضطراب ما بعد الصدمة واكتئاب حاد. أقدمت على الانتحار في 13 يونيو 2020، في منفاها الاختياري بكندا حيث لجأت قبل عام ونصف من وفاتها. جاء في رسالة انتحار منسوبة إليها «إلى إخوتي، حاولت النجاة وفشلت، سامحوني. إلى أصدقائي، التجربة قاسية وأنا أضعف من أن أقاومها، سامحوني. إلى العالم، كنت قاسيا إلى حد عظيم! ولكني أسامح.» أثار انتحارها جدلا وردود أفعال حول نشاطها وحياتها الشخصية.

## الاعتراف القانوني بالعلاقات المثلية
تحكم القوانين الدينية للأفراد لجميع الديانات المعترف بها في مصر قانون الأسرة والأفراد في مصر (على سبيل المثال قوانين الزواج، الطلاق، والمواريث)، (أهمها الإسلام، والكنيسة القبطية الأرثوذكسية) لا تعترف بالعلاقات المثلية على أنها شرعية، ولا يسمح القانون المصري إلا بالزواج بين الرجل والمرأة. تشير التقارير إلى أنه إذا أصبحت علاقة مثلية علنية، فقد تستخدمها الشرطة كدليل في لائحة اتهام جنائية لمختلف القوانين المناهضة للشيطانية والدعارة والفساد العام.

## ظروف الحياة
حتى عام 2001، رفضت الحكومة المصرية الاعتراف بالمثلية الجنسية كهوية جنسية لبعض سكانها، ولم تفعل ذلك إلا بعد سنة 2001، بعد ضغط من قبل منظمات حقوق الإنسان والسياسين الأجانب.
ثقافيًا، فإن غالبية سكان مصر هم من المسلمين مما يؤثر على المواقف والتوجهات الاجتماعية السائدة، والأخلاق الإسلامية التقليدية ترفض المثلية الجنسية، ووفقًا لمسح أجراه مركز بيو للدراسات سنة 2013، بينّ أن 95% من المصريين يعتقدون بأن المثلية الجنسية لا ينبغي أن تقبل في المجتمع.
في حين أن النظام القانوني المصري بشدة بنظام القانون المدني، فإن الإسلام هو الدين الرسمي للدولة. حيث ينص الدستور الأخير في المادة الثانية على أن الشريعة الإسلامية هي المصدر الرئيسى للتشريع (المادة 2).
أصبحت المثلية الجنسية أكثر وضوحًا مؤخرًا بمصر بفضل شبكات التواصل الاجتماعي، والانتفاضات العربية. وقامت وسائل إعلامية مصريّة بتغطية لاحتفالات المثليين في اليوم العالمي لمناهضة رهاب المثلية، ورهاب التحول الجنسي ورهاب ازدواجية التوجه الجنسي. كما كان هناك أيضا ارتفاع في عدد من الحانات والمقاهي والمطاعم التي تقبل المثليين في مصر مثل الإسكندرية.

### دعم حقوق المثليين
تشير بيانات الاستطلاع إلى أن أقلية من المصريين فقط تدعم حقوق المثليين.
وهذا السبب في أن الأحزاب السياسية المصرية، والمنظمات غير الحكومية المعنية بحقوق الإنسان لا تعبر عن التأييد العام لحقوق المثليين.
كان ماهر صبري أحد المصريين القلائل الذين يدعمون حقوق المثليين بشكل علني. إلى جانب جهوده في مجال حقوق الإنسان نيابة عن القاهرة 52، كتب أيضًا مسرحية عن رهاب المثلية في مصر وأخرجها لاحقًا الفيلم المصري الرائد «طول عمري».

### الإعلام
تقنيًا، فإن موضوعات مجتمع المثليين ليست محظورة في حدِّ ذاتها في الصحافة، العمل الفني، أو أي شكل من أشكال الإعلام. ومع ذلك، فإن معظم وسائل الإعلام تصوّر شهوة الملابس المغايرة أو المثليين بطريقة سلبية تمشيا مع القيم الإسلامية التقليدية. تميل المواقف الأكثر تحررًا في وسائل الإعلام إلى أن تكون مُراقبة من الحكومة كونها تكون إما دعارة أو «ترويج» للمثلية. في عام 2017، بعد حادثة العلم، أصدر المجلس الأعلى لتنظيم وسائل الإعلام أمراً يمنع «ظهور المثليين جنسياً» أو «الترويج لشعاراتهم» على وسائل الإعلام.
في عام 1978، ظهر رجل مصري ثري في علاقة مع جندي بريطاني الفيلم المصري للفيلم يوسف شاهين، إسكندرية ليه؟".
في عام 1999، أوقفت الحكومة أداء مسرحية ماهر صبري التي كانت تشرح رهاب المثلية، بعد عروض قليلة. ولاحقًا أخرج فِلمًا مستقلًا مصري أثار جدلاً باسم طول عمري، وقد فاز بجائزة، حيث احتج رجال الدين عليه ورغبت الحكومة آن ذاك بحظره.
سنة 2009، حظرت صحيفة البلاغ الجديد الأسبوعية وسجن أثنين من الصحافيين بنشرهم مقالات إخبارية اتهمت فيها ممثلين مصريين مشاهير ضمنهم نور الشريف، خالد أبو النجا، وحمدي الوزير بالتورط في شبكة دعارة لمثلي الجنس ورشوة موظفي الدولة للتغطية على أعمالهم.
إلى ذلك، فإن البرامج التلفزيونية والأفلام السينمائية المصرية حينما تتعامل مع مواضيع تتعلق بالمثلية الجنسيّة فهي تتعاطى معها بفهموم سلبي، ولكن التعاطي السلبي لا يزال يثير الجدّل لدى أوساط المجتمع من المحافظين. الأفلام الأخير مثل بدون رقابة (2009)، خارج السيطرة (2009)، لوحة بلاستيك (2007)، عمارة يعقوبيان
(2006)، كلها صوّرت تابوهات مختلفة داخل المجتمع المصري، بما فيها المثلية الجنسية، والتي نادى المحافظين على فرض رقابة عليها أو حظرها.
في سنة 2013، أقيم العرض الأول لفِلم أسرار عائلية في مصر وقد وصفّ بأنه أول فِلم مصري وعربي حول حياة شاب يبلغ من العمر 18 عامًا يكافح مع توجهه الجنسي، والوصمة الاجتماعية المحيطة بالمثلية الجنسية. توجه المخرج إلى لجنة التظلمات بعد أن رفض جهاز الرقابة المصري السماح بعرض الفِلم.

## الصحة

### الإيدز
وصل مرض متلازمة العوز المناعي المكتسب لمصر في الثمانينات، على الرغم من جهود الصحة العامة للمنظمات غير الحكومية حتى عقد 1990، عندما بدأت الحكومة المصريّة بسياسات برامج ومبادرات استجابة للمرض. سنة 1996، أنشأت وزارة الصحة خطًا ساخن على المستوى الوطني لمكافحة الإيدز، عام 1999 قامت دوريّة «مصر اليوم» بتغطية قصة وفيات مرض الإيدز في مصر وحقيقة انتشاره بسبب الأجانب، المثليين، أو متعاطي المخدرات. ذكرت المقالة أيضًا أنه قد كان هناك حديث عن تأسيس منظمة للمثليين تستهدف مجتمع المثليين المصري، وبينما نشر كتيب حول ممارسة الجنس المثلي بأمان، فإن المنظمة لم تنشأ أبدًا.
في 2005 بدأت الحكومة المصرية بالسماح بإجراء اختبارات الكشف عن نقص المناعة المكتسبة سريًا، على الرغم من أن معظم الناس يخشون إجراء الاختبار الإيجابي حيث أنه سيؤدي إلى وصمهم بالمثلية الجنسية، وبالتالي يصبحون مجرمين بحكم الواقع.
بعض المصريين بإمكانهم الحصول على اختبارات منزليّة من الولايات المتحدة، ولكن معظم المصريين يفتقرون إلى المعلومات الدقيقة حول الرعاية الصحية في حال الإصابة.
في عام 2007 بثت الحكومة المصرية فلم توعوي حول فيروس نقص المناعة المكتسبة في مصر، مع مقابلات من أعضاء وزارة الصحة والأطباء والممرضين.

## الحملة على الشبكات الاجتماعية
في أغسطس 2018، قدمت حكومة السيسي تشريعا يضع أي مستخدم لخدمات الشبكات الاجتماعية مع أكثر من 5,000 من المتابعين أو المشتركين تحت التدقيق المتزايد، كجزء من حملة على «الإرهاب والنشاط السياسي».

## ملخص
| قانونية النشاط الجنسي المثلي                                                                  | (العقوبة: ليس غير قانوني بشكل صريح، بموجب قوانين الآداب العامة تصل العقوبة إلى 17 سنة مع أو دون أعمال شاقة وغرامات) |
| المساواة في السن القانوني للنشاط الجنسي                                                       | No |
| قوانين مكافحة التمييز في التوظيف                                                              | No |
| قوانين مكافحة التمييز في توفير السلع والخدمات                                                 | No |
| قوانين مكافحة التمييز في جميع المجالات الأخرى (تتضمن التمييز غير المباشر، خطاب الكراهية)      | No |
| قوانين مكافحة أشكال التمييز المعنية بالهوية الجندرية                                          | No |
| زواج المثليين                                                                                 | No |
| الاعتراف القانوني بالعلاقات المثلية                                                           | No |
| تبني أحد الشريكين للطفل البيولوجي للشريك الآخر                                                | No |
| التبني المشترك للأزواج المثليين                                                               | No |
| يسمح للمثليين والمثليات ومزدوجي التوجه الجنسي والمتحولين جنسيا بالخدمة علناً في القوات المسلحة | No |
| الحق بتغيير الجنس القانوني                                                                    | No |
| علاج التحويل محظور على القاصرين                                                               | No |
| الحصول على أطفال أنابيب للمثليات                                                              | No |
| الأمومة التلقائية للطفل بعد الولادة                                                           | No |
| تأجير الأرحام التجاري للأزواج المثليين من الذكور                                              | (غير قانوني للأزواج المغايرين كذلك)                                                                                 |
| السماح للرجال الذين مارسوا الجنس الشرجي التبرع بالدم                                          | No |